# Gulf County
Gulf County är ett administrativt område i delstaten Florida, USA, med 15 863 invånare. Den administrativa huvudorten (county seat) är Port St. Joe. 

## Geografi
Enligt United States Census Bureau har countyt en total area på 1 928 km². 1 436 km² av den arean är land och 492 km² är vatten. 

### Angränsande countyn
- Calhoun County, Florida - nord
- Liberty County, Florida - nordöst
- Franklin County, Florida - öst
- Bay County, Florida - väst